# Jonathan Goldsmith

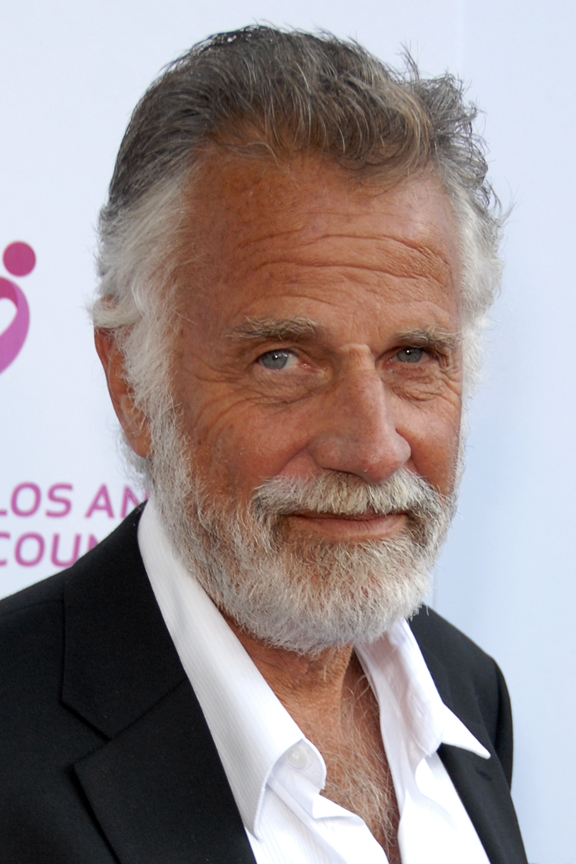
Jonathan Goldsmith, 2009

Jonathan Goldsmith, Pseudonym Jonathan Lippe, (* 26. September 1938 in New York City, New York) ist ein US-amerikanischer Schauspieler.

## Leben
Goldsmith besuchte die Boston University und begann seine Schauspielkarriere unter dem Namen Jonathan Lippe, dem Nachnamen seines Stiefvaters, den er im Alter von sechs Jahren angenommen hatte. Zunächst spielte er an Bühnen in New York und hatte 1961 sein Broadwaydebüt in einer Nebenrolle in der Komödie A Cook for Mr. General, in der auch Dustin Hoffman mitwirkte. Dies sollte jedoch seine einzige Broadway-Produktion bleiben. 1966 zog er nach Kalifornien, um sein Glück als Film- und Fernsehschauspieler zu suchen. Schnell erhielt er Gastrollen in diversen Fernsehserien, so war er noch im selben Jahr in einer Folge von Raumschiff Enterprise als namenloses Mitglied der Sicherheitsabteilung zu sehen. Spielfilmrollen hatte er dagegen seltener; unter anderem trat er 1968 in kleinen Nebenrollen im Agententhriller Eisstation Zebra neben Rock Hudson sowie im Western Hängt ihn höher neben Clint Eastwood auf. 1976 spielte er neben John Wayne eine im Abspann nicht genannte Nebenrolle in Der letzte Scharfschütze.
Im Fernsehen blieb Goldsmith von Mitte der 1960er bis Ende der 1980er Jahre ein vielbeschäftigter Schauspieler. Er war als Gaststar in zahlreichen erfolgreichen Serienformaten zu sehen, in den 1960er Jahren unter anderem in Rauchende Colts, Auf der Flucht und Hawaii Fünf-Null, in den 1970er Jahren unter anderem in Kobra, übernehmen Sie, Die Straßen von San Francisco und Drei Engel für Charlie, sowie in den 1980er Jahren unter anderem in Das A-Team, Knight Rider und MacGyver. Zudem hatte er sowohl in Dallas als auch in Der Denver-Clan jeweils eine wiederkehrende Gastrolle.
Mit Beginn der 1990er Jahre zog sich Goldsmith fast vollständig aus dem Schauspielgeschäft zurück. Zwischen 2007 und 2012 trat er in einer landesweiten, US-amerikanischen Fernsehkampagne für Dos Equis-Bier auf. Ein Bild aus der Werbeanzeige wurde daraufhin zu einem bekannten Internet-Phänomen, bekannt als „The Most Interesting Man in the World“.

## Filmografie (Auswahl)
- 1966: Rauchende Colts (Gunsmoke)
- 1966: Raumschiff Enterprise (Star Trek)
- 1967: Auf der Flucht (The Fugitive)
- 1967: Invasion von der Wega (The Invaders)
- 1968: Hängt ihn höher (Hang ‘Em High)
- 1968: Hawaii Fünf-Null (Hawaii Five-O)
- 1969: Der Chef (Ironside)
- 1969: Die Leute von der Shiloh Ranch (The Virginian)
- 1969: Mannix
- 1970: Bonanza
- 1970: High Chaparral (The High Chaparral)
- 1970: Kobra, übernehmen Sie (Mission: Impossible)
- 1973: Die Straßen von San Francisco (The Streets of San Francisco)
- 1973: The New Perry Mason
- 1973–1979: Barnaby Jones (5 Folgen)
- 1975: Cannon
- 1975: Detektiv Rockford – Anruf genügt (The Rockford Files)
- 1975: Petrocelli
- 1976: Drei Engel für Charlie (Charlie’s Angels)
- 1978: CHiPs
- 1978: Die Zwei mit dem Dreh (Switch)
- 1978: Die letzte Schlacht (Go Tell the Spartans)
- 1982: T. J. Hooker
- 1982–1989: Dallas
- 1983: Ein Colt für alle Fälle (The Fall Guy)
- 1984: Der Denver-Clan (Dynasty)
- 1984: Hardcastle & McCormick
- 1985: Das A-Team (The A-Team)
- 1986: Knight Rider
- 1986: Magnum (Magnum, P.I.)
- 1987: Ein Engel auf Erden (Highway to Heaven)
- 1987: MacGyver
- 1989: Mord ist ihr Hobby (Murder, She Wrote)
- 2003: Polizeibericht Los Angeles (Dragnet)